# Georgia Brown (cantante 1933)
Georgia Brown, pseudonimo di Lillian Claire Laizer Getel Klot (Londra, 21 ottobre 1933 – Londra, 5 luglio 1992), è stata un'attrice e cantante britannica.

## Biografia
Georgia Brown ebbe una fortunata carriera artistica in campo musicale, divenendo una cantante molto famosa in patria, ma durante gli ultimi anni di attività si limitò ad apparizioni in serate di cabaret o piccoli spettacoli.
Si dedicò anche alla carriera cinematografica, ottenendo particolare successo con il film La luna arrabbiata (1971), per il quale fu candidata ad un BAFTA come Migliore attrice non protagonista. A teatro recitò nel musical Oliver!, che le consentì di vincere un Tony Award. 
Nel 1990 entra a far parte del franchise di fantascienza Star Trek, partecipando ai due episodi di Star Trek: The Next Generation, Famiglie (Family, 1990) e L'onda soliton (New Ground, 1992), nel ruolo di Helena Rozhenko, la madre adottiva umana del klingon Worf, ufficiale alla sicurezza della USS Enterprise NCC-1701-D. 
Nel medesimo periodo prende parte a due episodi di Cin cin (Cheers), che le consentono di venire candidata a un Emmy come Miglior attrice non protagonista in una serie commedia.
Verso gli ultimi anni, anche la sua carriera di attrice declinò, restando limitata a piccoli ruoli per la televisione.

## Filmografia

### Attrice

#### Cinema
- Five Guineas a Week, regia di Jacques de Lane Lea e Donald Monat - cortometraggio (1956)
- Murder Reported, regia di Charles Saunders (1958)
- Sherlock Holmes: notti di terrore (A Study in Terror), regia di James Hill (1965)
- L'uomo di Kiev (The Fixer), regia di John Frankenheimer (1968)
- Lock Up Your Daughters!, regia di Peter Coe (1969)
- La luna arrabbiata (The Raging Moon), regia di Bryan Forbes (1971)
- Running Scared, regia di David Hemmings (1972)
- Il cervello dei morti viventi (Nothing But the Night), regia di Peter Sasdy (1973)
- Delirious (Tales That Witness Madness), regia di Freddie Francis (1973)
- Galileo, regia di Joseph Losey (1975)
- Le piccanti avventure di Tom Jones (The Bawdy Adventures of Tom Jones), regia di Cliff Owen (1976)
- Sherlock Holmes: soluzione settepercento (The Seven-Per-Cent Solution), regia di Herbert Ross (1976)
- Amore di strega (Love at Stake), regia di John Moffit (1987)

#### Serie televisive
- World Theatre - miniserie TV, episodio 1x05 (1959)
- The Army Game - serie TV, episodi 4x28-4x30 (1960)
- The Ed Sullivan Show (Toast of the Town) - serie TV, episodi 17x11-17x19 (1963-1964)
- Take a Sapphire, regia di Ned Sherrin - film TV (1966)
- Il Santo (The Saint) - serie TV, un episodio (1967)
- Sherlock Holmes - serie TV, episodio 2x10 (1968)
- The Coward Revue, regia di James Gilbert - film TV (1969)
- Roads to Freedom - serie TV, 9 episodi (1970-1972)
- ITV Saturday Night Theatre - serie TV, episodio 3x31 (1971)
- Trial - serie TV, episodio 1x08 (1971)
- Su e giù per le scale (Upstairs, Downstairs) - serie TV, episodio 1x12 (1972)
- The Edwardians - miniserie TV, episodio 1x06 (1972)
- Gli invincibili (The Protectors) – serie TV, episodi 1x18-2x13 (1972-1973)
- Menace - serie TV, episodio 2x09 (1973)
- Shoulder to Shoulder regia di Waris Hussein e Moira Armstrong - miniserie TV, 5 episodi (1974)
- The Lives of Benjamin Franklin, regia di Glenn Jordan - miniserie TV, episodi 1x01-1x03 (1974-1975)
- Actor, regia di Norman Lloyd - film TV (1978)
- Nel regno delle fiabe (Faerie Tale Theatre) - serie TV, episodio 4x07 (1985)
- A Peaceable Kingdom - serie TV, episodio 1x01 (1989)
- La signora in giallo (Murder, She Wrote) - serie TV, episodi 5x18-7x18 (1989-1991)
- Sydney - serie TV, episodi 1x08-1x09 (1990)
- Dubbio d'amore (Victim of Love), regia di Jerry London - film TV (1991)
- Cin cin (Cheers) - serie TV, episodi 8x23-10x03 (1990-1991)
- Star Trek: The Next Generation - serie TV, episodi 4x02-5x10 (1990, 1992)
- Baby Talk - serie TV, episodio 2x19 (1992)

### Doppiatrice

#### Cinema
- My Mother India, regia di Safina Uberoi - documentario (2001)

#### Televisione
- Paddington Bear - serie animata, 13 episodi (1989-1990) -  Mrs. Bird
- Mostri o non mostri... tutti a scuola (Gravedale High) - serie animata, 9 episodi (1990) - Headmistress Crone
- Fish Police - serie animata, 6 episodi (1992) - Goldie

### Sceneggiatrice
- Shoulder to Shoulder regia di Waris Hussein e Moira Armstrong - miniserie TV (1974)

## Teatro (parziale)
- Oliver! (1960-)

## Doppiatrici italiane
Nelle versioni in italiano delle opere in cui ha recitato, Georgia Brown è stata doppiata da:
- Eva Ricca ne Il cervello dei morti viventi
- Marzia Ubaldi ne La signora in giallo (ep. 7x18)
- Aurora Cancian ne La signora in giallo (ep. 7x18)
- Cristina Grado in Star Trek - The Next Generation

## Riconoscimenti
- BAFTA
  - 1972 – Candidatura come Migliore attrice non protagonista per Luna arrabbiata
- Primetime Emmy Awards
  - 1990 – Candidatura come Miglior attrice non protagonista in una serie commedia per Cin cin
- Tony Award
  - 1963 – Miglior interpretazione di un'attrice in un ruolo principale in un musical per Oliver![1]
  - 1990 – Miglior interpretazione di un'attrice in un ruolo principale in un musical per Threepenny Opera[1]